# Horacio Accavallo
Horacio Accavallo est un boxeur argentin né le 14 octobre 1934 à Buenos Aires et mort le 13 septembre 2022.

## Carrière

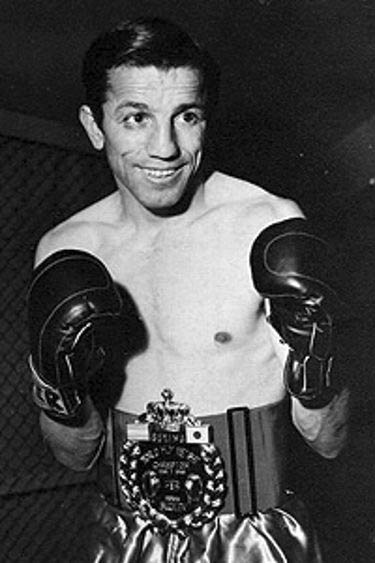
Horacio Accavallo vers 1966-1968.

Passé professionnel en 1956, Horacio Accavallo devient champion d'Argentine puis d'Amérique du Sud des poids mouches en 1961 et remporte le titre vacant de champion du monde WBA et WBC de la catégorie le 1er mars 1966 après sa victoire aux points contre Katsuyoshi Takayama. Accavallo conserve son titre face à Hiroyuki Ebihara, Efren Torres et une seconde fois contre Ebihara le 12 août 1967. Il met un terme à sa carrière de boxeur après ce dernier succès sur un bilan de 75 victoires, 2 défaites et 6 matchs nuls.